# Saison 3 de Les Experts : Vegas
Chronologie
Saison 2
Cet article présente le guide des épisodes de la troisième saison de la série télévisée américaine Les Experts : Vegas (CSI: Vegas).

## Distribution

### Acteurs principaux
- Paula Newsome (VF : Virginie Emane) : Maxine « Max » Roby
- Matt Lauria (VF : Jim Redler) : Joshua « Josh » Folsom
- Mandeep Dhillon (en) (VF : Caroline Mozzone) : Allie Rajan
- Marg Helgenberger (VF : Emmanuèle Bondeville) : Catherine Willows
- Jay Lee (VF : Hugo Brunswick) : Christopher « Chris » Park
- Lex Medlin (en) (VF : Eric Marchal) : Beau Finado
- Ariana Guerra (VF : Esthèle Dumand) : Serena Chavez

### Acteurs récurrents
- Sarah Gilman (VF : Charlyne Pestel) : Penny Gill
- Derek Webster : Dr Milton Hudson
- Joel Johnstone : Jack Nikolayevich
- Daniel di Tomasso : Trey

### Invités
- Sara Amini : Sonya Nikolayevich (épisode 10)

## Liste des épisodes
1. La faucheuse
2. Cicatrice
3. La guerre des sosies
4. Bien-être et santé
5. Automatisation
6. Radiations
7. Drôles de coïncidences
8. Tout un art
9. Crime magnétique
10. Au fond du tunnel

### Épisode 1:La faucheuse
- États-Unis : 18 février 2024 sur CBS
- France : 2 septembre 2024 sur Paramount+

- États-Unis : 4,09 millions de téléspectateurs[1]

- Benito Martinez : Raphael Tarquenio
- Shane Callahan : Kahn Schefter
- Reggie Lee : Sous-shérif Bobby Zhao
- Sean Alexander James : Détective Carson
- Bayley Corman : Dana
- Alan Pontes : Zach Tarquenio
- Alexito Pelaez : Valet
- Dwayne Colbert : Réceptionniste

### Épisode 2:Cicatrice
- États-Unis : 25 février 2024 sur CBS
- France : 9 septembre 2024 sur Paramount+

- Jennifer Lauren DiBella : Megan Twitty
- Benito Martinez : Raphael Tarquenio
- Lakin Valdez : Rick Hernandez

### Épisode 3:La guerre des sosies
- États-Unis : 3 mars 2024 sur CBS
- France : 16 septembre 2024 sur Paramount+

- Kat Foster : Détective Nora Cross
- Henry Hereford : Elton John
- Dustin Ingram : Rollie Emmer
- Reggie Lee : Sous-shérif Bobby Zhao
- Tessa Munro : Trish Eisenstein
- Jill Remez : Matilda Swanson

### Épisode 4:Bien-être et santé
- États-Unis : 17 mars 2024 sur CBS
- France : 23 septembre 2024 sur Paramount+

- États-Unis : 4.30 millions de téléspectateurs[2]

- Andrew Elvis Miller : Calvin Wawrzecki
- Mark Daneri : Scott Morrison
- Ali Eldin : Voleur #1
- Peter Jang : Voleur #2
- Alonzo B. Slater : Andre Luckett
- Keisha Thompson : Officier en uniforme

### Épisode 5:Automatisation
- États-Unis : 24 mars 2024 sur CBS
- France : 30 septembre 2024 sur Paramount+

- États-Unis : 4.56 millions de téléspectateurs[3]

- Sarah Grace Hart : Sabrina
- Kari Nicolle : Zoey Snyder
- Mario Perez : Robert Cuevas
- Andres Velez : Anthony Cuevas

### Épisode 6:Radiations
- États-Unis : 21 avril 2024 sur CBS
- France : 7 octobre 2024 sur Paramount+

- États-Unis : 4.09 millions de téléspectateurs[4]

- Anne Ramsay : Angela Hoppe
- John Ross Bowie : Dennis Rosner
- Chuti Tiu : Renee Pallatine
- Matt Kaminsky : Harry Pallantine
- Kev Martinez : Nic Pallantine
- Kaipo Schwab : Dr. Apan
- Danny Yang : Doyle
- Lauren Elyse Buckley : Blonde

### Épisode 7:Drôles de coïncidences
- États-Unis : 28 avril 2024 sur CBS

- États-Unis : 4.19 millions de téléspectateurs[5]

- Natasha Hall : Valerie Hammond
- Melanie Minichino : Libby Darling
- Paola Andino : Ella Darling
- Jen Kater : Netty Reynolds
- Ogy Durham : Kendall Lacey
- John Tague : Dirk Cantor
- Mike Estes : Handsy Dilbert
- Aryana Hamzehloo : Femme de ménage

### Épisode 8:Tout un art
- États-Unis : 5 mai 2024 sur CBS

- États-Unis : 4.10 millions de téléspectateurs[6]

- Abraham Lim : Eric Chang
- Gabe Fonseca : Frank Pappas
- Dahlia Salem : Dr. Lydia Amato
- Natasha Hall : Valerie Hammond
- Sean Alexander James : Détective Carson
- Craig Gellis : Kenneth Miller
- Zabeth Russell : Darya Shahin
- Wyni Landry : Sacha Thorpe
- Travis Richey : Jesse Moore

### Épisode 9:Crime magnétique
- États-Unis : 12 mai 2024 sur CBS

- États-Unis : 2.31 millions de téléspectateurs[7]

- Don McManus : Lou Sherbourne
- Owain Yeoman : Truman Thomas
- Kyle Harris : Jim Vikner
- Taylor Cooper : Shawna Dellino
- Sarah Grace Hart : Sabrina
- Rueben Grundy : Howard Rossman
- Daniel W. Barringer : Neil Dellino
- Monette Moio : Bridezilla
- Brennan Mejia : Danseur
- Tarek Zohdy : Chauffeur de la limousine

### Épisode 10:Au fond du tunnel
- États-Unis : 19 mai 2024 sur CBS

- États-Unis : 4.25 millions de téléspectateurs[8]

- Owain Yeoman : Truman Thomas
- Sarah Grace Hart : Sabrina
- Marita de Lara : Médecin
- Monica Ruiz : Ambulancière
- Divya Sethi : Préposé au bureau
- Mahmoud Mahmoud : Kidnappeur #1
- Merlin Ripley : Sully / Kidnappeur #2
- Michael Fortin : Officier blindé de la police de Las Vegas
- Trenton Rostedt : Policier